# Primera División de España 1997-98
La temporada 1997/1998 de la Primera División de España corresponde a la edición 67.ª del campeonato. Comenzó el 30 de agosto de 1997 y terminó el 16 de mayo de 1998.
En esta edición se redujo la cantidad de equipos a 20, continuando con los 3 puntos por victoria, 1 por empate y 0 por derrota.
El F. C. Barcelona logró su 15.º título de liga, tras tres años de sequía. Los azulgrana, además, lograron su cuarto doblete Liga-Copa al conquistar también la Copa del Rey, casi cuatro décadas después del último.
Debido a que el Real Madrid se jugaba la Champions cinco días después, el miércoles 20 de mayo a las 20:45, y dado que el reglamento de la época permitía al club que participe en la final de una competición oficial de clubes internacional descansar los cuatro días naturales inmediatamente anteriores, la última jornada de Liga no pudo disputarse el domingo 17 de mayo como estaba previsto. El Real Madrid solicitó a la RFEF y a la LFP adelantar su partido al viernes en virtud de ese derecho reglamentario. Puesto que tanto la penúltima como la última jornada de Liga se disputan tradicionalmente en horario unificado, la LFP se vio obligada a adelantar la 38.º y última jornada de Liga íntegra a día laborable por primera vez en la historia (en 2020 la 37.º jornada, unificada, sería adelantada a jueves). Todos los partidos de la última jornada con algo en juego se disputaron el viernes 15 de mayo a las 22:00 en horario unificado.
El 22 de marzo de 1998, el Sporting de Gijón empató 0-0 con el CP Mérida, que ocupaba el puesto 19 en la tabla en ese momento, lo que convirtió al Sporting en el primer equipo en la historia de La Liga en descender en marzo, terminando la temporada con el récord de la menor cantidad de puntos en la historia de La Liga, con tan solo 13.

## Equipos participantes

### Equipos por comunidad autónoma
| N.° | Comunidad autónoma   | Equipos                                                     |
| --- | -------------------- | ----------------------------------------------------------- |
| 3   | Galicia              | Celta de Vigo, S. D. Compostela y RC Deportivo de La Coruña |
| 2   | Asturias             | Real Oviedo y Real Sporting de Gijón                        |
| 2   | Castilla y León      | Salamanca y Real Valladolid                                 |
| 2   | Cataluña             | Barcelona y Espanyol                                        |
| 2   | Madrid               | Atlético de Madrid y Real Madrid                            |
| 2   | País Vasco           | Athletic Club y Real Sociedad                               |
| 1   | Andalucía            | Real Betis                                                  |
| 1   | Aragón               | Real Zaragoza                                               |
| 1   | Canarias             | Tenerife                                                    |
| 1   | Cantabria            | Racing de Santander                                         |
| 1   | Comunidad Valenciana | Valencia                                                    |
| 1   | Extremadura          | Mérida                                                      |
| 1   | Islas Baleares       | Mallorca                                                    |

### Ascensos y descensos
| Pos. | Descendidos a 2.ª División |
| ---- | -------------------------- |
| 18.º | Rayo Vallecano             |
| 19.º | C. F. Extremadura          |
| 20.º | Sevilla FC                 |
| 21.º | Hércules CF                |
| 22.º | CD Logroñés                |

| Pos. | Ascendidos de 2.ª División |
| ---- | -------------------------- |
| 1.º  | C. P. Mérida               |
| 2.º  | U. D. Salamanca            |
| 3.º  | R. C. D. Mallorca          |

### Información de los equipos
Por primera vez en la historia, la Primera División redujo su número de participantes. Veinte equipos tomaron parte este año, dos menos que la temporada anterior.

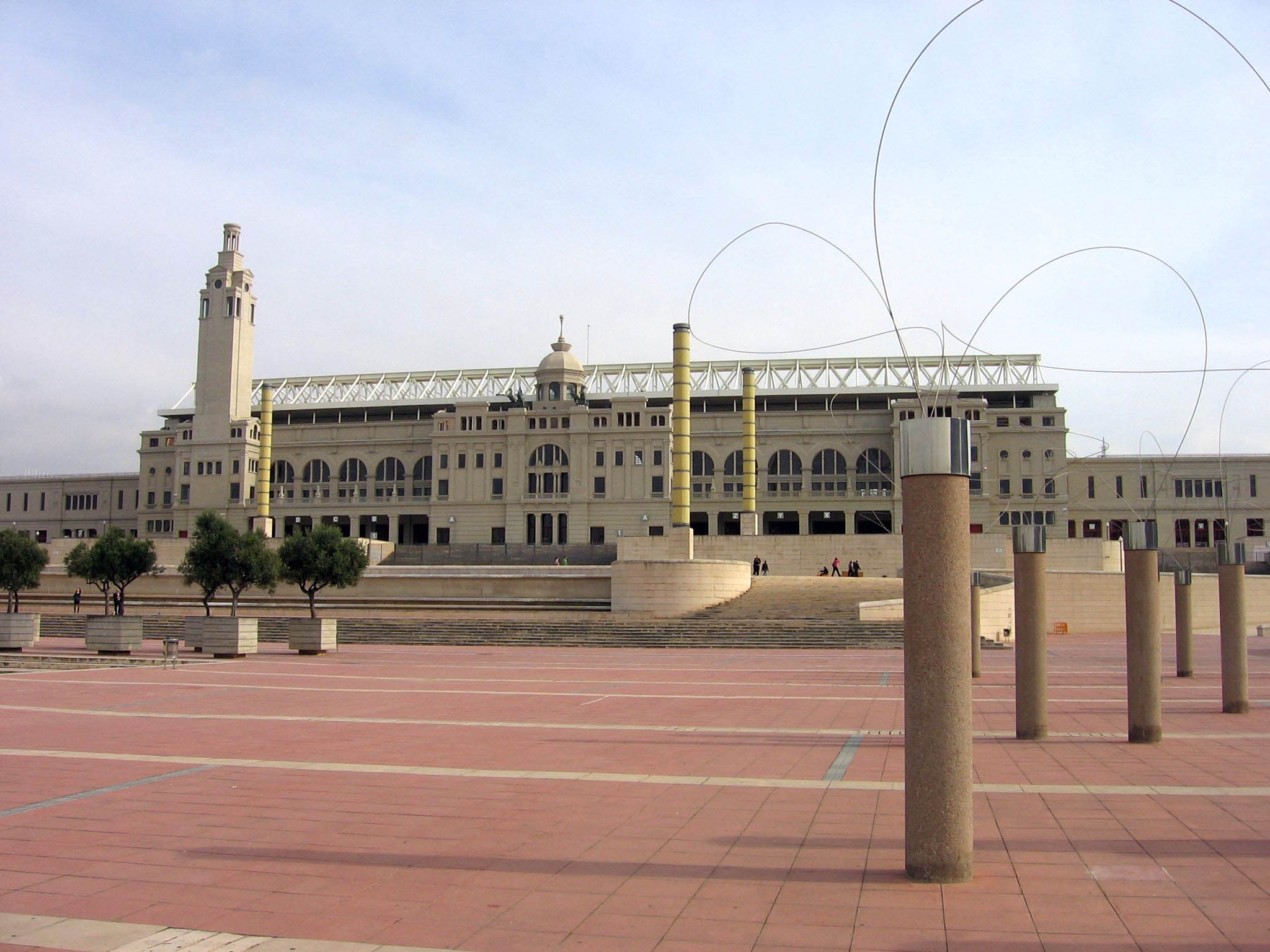
El Estadio de Montjuic, nueva sede del RCD Espanyol de Barcelona.

| Equipo                 | Ciudad                 | Entrenador           | Estadio                   | Aforo  |
| ---------------------- | ---------------------- | -------------------- | ------------------------- | ------ |
| Athletic Club          | Bilbao                 | Luis Fernández       | San Mamés                 | 39 750 |
| Atlético de Madrid     | Madrid                 | Radomir Antić        | Vicente Calderón          | 55 005 |
| F. C. Barcelona        | Barcelona              | Louis van Gaal       | Camp Nou                  | 98 772 |
| Betis                  | Sevilla                | Luis Aragonés        | Benito Villamarín         | 52 132 |
| Celta                  | Vigo                   | Javier Irureta       | Balaídos                  | 32 500 |
| S. D. Compostela       | Santiago de Compostela | Gabriel Leis         | San Lázaro                | 12 000 |
| Deportivo de La Coruña | La Coruña              | José Corral          | Riazor                    | 34 600 |
| R. C. D. Espanyol      | Barcelona              | José Antonio Camacho | Montjuic                  | 55 926 |
| R. C. D. Mallorca      | Palma de Mallorca      | Héctor Cúper         | Lluís Sitjar              | 23 142 |
| C. P. Mérida           | Mérida                 | Jorge D'Alessandro   | Romano José Fouto         | 14 600 |
| Real Oviedo            | Oviedo                 | Óscar Tabárez        | Carlos Tartiere           | 30 500 |
| Racing de Santander    | Santander              | Nando Yosu           | El Sardinero              | 22 222 |
| Real Madrid            | Madrid                 | Jupp Heynckes        | Santiago Bernabeu         | 80 354 |
| Real Sociedad          | San Sebastián          | Bernd Krauss         | Anoeta                    | 32 200 |
| U. D. Salamanca        | Salamanca              | Txetxu Rojo          | Helmántico                | 17 341 |
| Sporting de Gijón      | Gijón                  | José Antonio Redondo | El Molinón                | 25 885 |
| C. D. Tenerife         | Santa Cruz de Tenerife | Juanma Lillo         | Heliodoro Rodríguez López | 22 824 |
| Valencia C. F.         | Valencia               | Claudio Ranieri      | Mestalla                  | 55 000 |
| Real Valladolid        | Valladolid             | Sergije Kresic       | José Zorrilla             | 27 846 |
| Real Zaragoza          | Zaragoza               | Luis Costa           | La Romareda               | 34 596 |

A partir de esta temporada, el RCD Espanyol juega sus partidos en el Estadio Olímpico de Barcelona, en Montjuïc, de propiedad municipal, tras haber vendido su histórico Estadio de Sarriá.

### Cambios de entrenadores
| Equipo                 | Entrenador (jornadas)                                                    |
| ---------------------- | ------------------------------------------------------------------------ |
| Real Valladolid        | Vicente Cantatore (1-3) Antonio Sánchez Santos (4) Sergije Kresic (5-38) |
| Valencia C. F.         | Jorge Valdano (1-3) Claudio Ranieri (4-38)                               |
| Deportivo de La Coruña | Carlos Alberto Silva (1-6) José Corral (7-38)                            |
| U. D. Salamanca        | Andoni Goikoetxea (1-7) Balta Sánchez (8-10) Txetxu Rojo (11-38)         |
| C. D. Tenerife         | Víctor Fernández (1-10) Artur Jorge (11-24) Juanma Lillo (25-38)         |
| Sporting de Gijón      | Antonio Maceda (1-15) José Novoa (16-31) José Antonio Redondo (32-38)    |
| S. D. Compostela       | Fernando Vázquez (1-27) Gabriel Leis (28-38)                             |
| Racing de Santander    | Marcos Alonso (1-28) Nando Yosu (29-38)                                  |

## Sistema de competición
La Primera División de España 1997/98 fue organizada por la Liga Nacional de Fútbol Profesional (LFP).
Como en temporadas precedentes, constaba de un grupo único integrado por veinte clubes de toda la geografía española. Siguiendo un sistema de liga, los veinte equipos se enfrentaron todos contra todos en dos ocasiones -una en campo propio y otra en campo contrario- sumando un total de 38 jornadas. El orden de los encuentros se decidió por sorteo antes de empezar la competición.
La clasificación final se estableció con arreglo a los puntos obtenidos en cada enfrentamiento, a razón de tres por partido ganado, uno por empatado y ninguno en caso de derrota. Los mecanismos para desempatar la clasificación, si al finalizar el campeonato dos equipos igualaban a puntos, fueron los siguientes:
1. El que tuviera una mayor diferencia entre goles a favor y en contra en los enfrentamientos entre ambos.
2. Si persiste el empate, el que tuviera la mayor la diferencia de goles a favor y en contra en todos los encuentros del campeonato.

En caso de empate a puntos entre tres o más clubes, los sucesivos mecanismos de desempate previstos por el reglamento fueron los siguientes: 
1. La mejor puntuación de la que a cada uno corresponda a tenor de los resultados de los partidos jugados entre sí por los clubes implicados.
2. La mayor diferencia de goles a favor y en contra, considerando únicamente los partidos jugados entre sí por los clubes implicados.
3. La mayor diferencia de goles a favor y en contra teniendo en cuenta todos los encuentros del campeonato.
4. El mayor número de goles a favor teniendo en cuenta todos los encuentros del campeonato.

### Efectos de la clasificación
El equipo que más puntos sumó al final del campeonato fue proclamado campeón de liga y obtuvo el derecho automático a participar en la siguiente edición de la Liga de Campeones de la UEFA. El subcampeón también obtuvo la clasificación para dicha competición, aunque disputando las eliminatorias preliminares. Esta fue la última temporada en que el campeón de la Copa del Rey participó en la Recopa de Europa, ya que la UEFA decidió suprimir esta competición.
Los cuatro mejores calificados, al margen de los clasificados para la Liga de Campeones y la Recopa, obtuvieron el derecho a participar en la próxima edición de la Copa de la UEFA.
Como novedad, a partir de esta temporada, los dos equipos mejor clasificados que no hayan accedido a ninguna plaza europea (Liga de Campeones, Recopa o Copa de la UEFA) pueden participar en la Copa Intertoto de la UEFA, torneo clasificatorio para la Copa de la UEFA.
Los dos últimos equipos descendieron a Segunda División, siendo reemplazados la próxima temporada por el campeón y el subcampeón de la categoría de plata. Por su parte, los clasificados en los puestos 17.º y 18.º disputaron una promoción de permanencia con el tercer y cuarto clasificado de la Segunda.

## Clasificación
| Pos. | Equipo                | Pts. | PJ | G  | E  | P  | GF | GC | Dif. | Clasificación 1998-99                          |
| ---- | --------------------- | ---- | -- | -- | -- | -- | -- | -- | ---- | ---------------------------------------------- |
| 1    | Barcelona (C)         | 74   | 38 | 23 | 5  | 10 | 78 | 56 | +22  | Fase de grupos de la Liga de Campeones         |
| 2    | Athletic Club         | 65   | 38 | 17 | 14 | 7  | 52 | 42 | +10  | Segunda ronda previa de la Liga de Campeones   |
| 3    | Real Sociedad         | 63   | 38 | 16 | 15 | 7  | 60 | 37 | +23  | Treintaidosavos de final de la Copa de la UEFA |
| 4    | Real Madrid           | 63   | 38 | 17 | 12 | 9  | 63 | 45 | +18  | Fase de grupos de la Liga de Campeones         |
| 5    | Mallorca              | 60   | 38 | 16 | 12 | 10 | 55 | 39 | +16  | Dieciseisavos de final de la Recopa de Europa  |
| 6    | Celta de Vigo         | 60   | 38 | 17 | 9  | 12 | 54 | 47 | +7   | Treintaidosavos de final de la Copa de la UEFA |
| 7    | Atlético de Madrid    | 60   | 38 | 16 | 12 | 10 | 79 | 56 | +23  | Treintaidosavos de final de la Copa de la UEFA |
| 8    | Real Betis            | 59   | 38 | 17 | 8  | 13 | 49 | 50 | −1   | Treintaidosavos de final de la Copa de la UEFA |
| 9    | Valencia              | 55   | 38 | 16 | 7  | 15 | 58 | 52 | +6   | Tercera ronda de la Copa Intertoto             |
| 10   | Espanyol              | 53   | 38 | 12 | 17 | 9  | 44 | 31 | +13  | Tercera ronda de la Copa Intertoto             |
| 11   | Real Valladolid       | 50   | 38 | 13 | 11 | 14 | 36 | 47 | −11  |                                                |
| 12   | Deportivo La Coruña   | 49   | 38 | 12 | 13 | 13 | 44 | 46 | −2   |                                                |
| 13   | Real Zaragoza         | 48   | 38 | 12 | 12 | 14 | 45 | 53 | −8   |                                                |
| 14   | Racing de Santander   | 45   | 38 | 12 | 9  | 17 | 46 | 55 | −9   |                                                |
| 15   | Salamanca             | 45   | 38 | 12 | 9  | 17 | 46 | 46 | 0    |                                                |
| 16   | Tenerife              | 45   | 38 | 11 | 12 | 15 | 44 | 57 | −13  |                                                |
| 17   | Compostela (D)        | 44   | 38 | 11 | 11 | 16 | 56 | 66 | −10  | Promoción por la permanencia                   |
| 18   | Real Oviedo           | 40   | 38 | 9  | 13 | 16 | 36 | 51 | −15  | Promoción por la permanencia                   |
| 19   | Mérida (D)            | 39   | 38 | 9  | 12 | 17 | 33 | 53 | −20  | Descenso de categoría                          |
| 20   | Sporting de Gijón (D) | 13   | 38 | 2  | 7  | 29 | 31 | 80 | −49  | Descenso de categoría                          |

 Fuente: BDFutbol
Notas:
1. ↑  Real Madrid se clasificó para la fase de grupos de la Liga de Campeones de la UEFA 1998-99 por ser campeón de la Liga de Campeones de la UEFA 1997-98.
2. ↑  Mallorca se clasificó para los dieciseisavos de final de la Recopa de Europa 1998-99 como subcampeón de la Copa del Rey 1997-98, ya que el campeón (Barcelona) se clasificó a la fase de grupos de la Liga de Campeones de la UEFA 1998-99 mediante el torneo de liga.

|                         |
|                         |
| Campeón F. C. Barcelona |
| 15.º título             |

### Evolución de la clasificación
| Equipo / Jornada | 1  | 2  | 3  | 4  | 5  | 6  | 7  | 8  | 9  | 10 | 11 | 12 | 13 | 14 | 15 | 16 | 17 | 18 | 19 | 20 | 21 | 22 | 23 | 24 | 25 | 26 | 27 | 28 | 29 | 30 | 31 | 32 | 33 | 34 | 35 | 36 | 37 | 38 |
| Equipo / Jornada |    |    |    |    |    |    |    |    |    |    |    |    |    |    |    |    |    |    |    |    |    |    |    |    |    |    |    |    |    |    |    |    |    |    |    |    |    |    |
| ---------------- | -- | -- | -- | -- | -- | -- | -- | -- | -- | -- | -- | -- | -- | -- | -- | -- | -- | -- | -- | -- | -- | -- | -- | -- | -- | -- | -- | -- | -- | -- | -- | -- | -- | -- | -- | -- | -- | -- |
| Barcelona        | 1  | 1  | 1  | 1  | 1  | 1  | 1  | 1  | 1  | 1  | 1  | 1  | 2  | 2  | 1  | 1  | 1  | 1  | 1  | 1  | 1  | 1  | 1  | 1  | 1  | 1  | 1  | 1  | 1  | 1  | 1  | 1  | 1  | 1  | 1  | 1  | 1  | 1  |
| Athletic Club    | 17 | 16 | 13 | 15 | 15 | 13 | 11 | 9  | 8  | 8  | 8  | 8  | 9  | 11 | 9  | 8  | 7  | 5  | 6  | 4  | 4  | 5  | 4  | 5  | 6  | 8  | 8  | 6  | 5  | 6  | 5  | 6  | 6  | 3  | 3  | 2  | 2  | 2  |
| R. Sociedad      | 20 | 12 | 15 | 8  | 10 | 8  | 7  | 4  | 6  | 5  | 6  | 6  | 6  | 4  | 5  | 5  | 3  | 3  | 3  | 3  | 3  | 3  | 3  | 3  | 3  | 4  | 4  | 5  | 4  | 3  | 3  | 3  | 3  | 5  | 4  | 4  | 3  | 3  |
| Real Madrid      | 10 | 7  | 3  | 3  | 4  | 2  | 2  | 2  | 3  | 2  | 2  | 2  | 1  | 1  | 2  | 2  | 2  | 2  | 2  | 2  | 2  | 2  | 2  | 2  | 2  | 2  | 2  | 2  | 2  | 2  | 2  | 2  | 2  | 2  | 2  | 3  | 4  | 4  |
| Mallorca         | 6  | 10 | 2  | 2  | 2  | 4  | 4  | 5  | 7  | 6  | 7  | 7  | 7  | 8  | 10 | 11 | 9  | 8  | 9  | 9  | 9  | 9  | 7  | 7  | 8  | 5  | 7  | 8  | 9  | 8  | 7  | 4  | 4  | 4  | 5  | 5  | 5  | 5  |
| Celta            | 7  | 9  | 4  | 4  | 3  | 5  | 5  | 6  | 4  | 3  | 3  | 3  | 5  | 6  | 6  | 6  | 6  | 4  | 7  | 8  | 6  | 7  | 8  | 8  | 5  | 6  | 5  | 3  | 3  | 4  | 4  | 5  | 5  | 6  | 6  | 7  | 8  | 6  |
| Atlético         | 9  | 2  | 9  | 10 | 6  | 3  | 3  | 7  | 5  | 4  | 5  | 5  | 3  | 3  | 3  | 3  | 4  | 6  | 4  | 5  | 5  | 4  | 5  | 4  | 4  | 3  | 3  | 4  | 7  | 7  | 8  | 9  | 8  | 7  | 8  | 8  | 7  | 7  |
| Betis            | 2  | 6  | 12 | 14 | 7  | 9  | 9  | 8  | 9  | 10 | 10 | 12 | 11 | 10 | 7  | 7  | 8  | 9  | 8  | 7  | 7  | 6  | 6  | 6  | 7  | 7  | 6  | 7  | 6  | 5  | 6  | 7  | 7  | 8  | 7  | 6  | 6  | 8  |
| Valencia         | 13 | 18 | 18 | 18 | 17 | 16 | 17 | 16 | 17 | 17 | 18 | 17 | 17 | 18 | 19 | 16 | 13 | 13 | 13 | 15 | 13 | 11 | 10 | 11 | 11 | 10 | 10 | 9  | 8  | 9  | 9  | 8  | 9  | 9  | 9  | 9  | 9  | 9  |
| RCD Espanyol     | 3  | 5  | 8  | 7  | 8  | 6  | 6  | 3  | 2  | 7  | 4  | 4  | 4  | 5  | 4  | 4  | 5  | 7  | 5  | 6  | 8  | 8  | 9  | 9  | 9  | 9  | 9  | 10 | 10 | 10 | 10 | 10 | 10 | 10 | 10 | 10 | 10 | 10 |
| Valladolid       | 16 | 20 | 20 | 20 | 20 | 18 | 19 | 19 | 18 | 18 | 17 | 18 | 18 | 17 | 17 | 14 | 16 | 14 | 15 | 18 | 17 | 19 | 19 | 16 | 15 | 14 | 12 | 13 | 14 | 13 | 12 | 11 | 11 | 12 | 11 | 11 | 11 | 11 |
| Deportivo        | 11 | 13 | 16 | 11 | 11 | 15 | 14 | 14 | 15 | 16 | 12 | 13 | 15 | 14 | 14 | 15 | 17 | 17 | 17 | 14 | 14 | 14 | 11 | 12 | 13 | 12 | 14 | 12 | 13 | 11 | 13 | 12 | 12 | 11 | 12 | 13 | 13 | 12 |
| Zaragoza         | 14 | 14 | 11 | 13 | 13 | 12 | 15 | 12 | 10 | 11 | 13 | 11 | 10 | 9  | 11 | 9  | 10 | 10 | 10 | 10 | 10 | 10 | 13 | 10 | 10 | 11 | 11 | 11 | 11 | 12 | 11 | 13 | 13 | 14 | 13 | 12 | 12 | 13 |
| Racing           | 8  | 11 | 6  | 9  | 5  | 7  | 8  | 11 | 14 | 15 | 14 | 15 | 13 | 12 | 12 | 12 | 12 | 11 | 12 | 11 | 11 | 13 | 14 | 14 | 14 | 15 | 16 | 16 | 16 | 17 | 19 | 17 | 15 | 13 | 15 | 14 | 14 | 14 |
| Salamanca        | 15 | 17 | 14 | 16 | 16 | 17 | 18 | 18 | 19 | 19 | 19 | 19 | 19 | 19 | 16 | 17 | 14 | 15 | 14 | 16 | 18 | 15 | 17 | 19 | 19 | 18 | 17 | 15 | 17 | 16 | 17 | 16 | 14 | 15 | 14 | 15 | 15 | 15 |
| Tenerife         | 12 | 8  | 5  | 5  | 9  | 11 | 12 | 10 | 12 | 13 | 15 | 16 | 16 | 16 | 18 | 19 | 19 | 19 | 18 | 19 | 19 | 16 | 18 | 18 | 18 | 16 | 18 | 19 | 19 | 18 | 18 | 19 | 19 | 17 | 16 | 16 | 16 | 16 |
| Compostela       | 4  | 4  | 10 | 12 | 12 | 14 | 13 | 15 | 13 | 14 | 16 | 14 | 14 | 15 | 15 | 18 | 18 | 18 | 19 | 17 | 15 | 18 | 15 | 15 | 17 | 19 | 19 | 18 | 18 | 19 | 16 | 18 | 18 | 19 | 18 | 17 | 17 | 17 |
| Oviedo           | 5  | 3  | 7  | 6  | 14 | 10 | 10 | 13 | 11 | 9  | 9  | 9  | 8  | 7  | 8  | 10 | 11 | 12 | 11 | 12 | 12 | 12 | 12 | 13 | 12 | 13 | 13 | 14 | 12 | 14 | 14 | 14 | 16 | 16 | 17 | 19 | 18 | 18 |
| Mérida           | 18 | 15 | 17 | 17 | 18 | 19 | 16 | 17 | 16 | 12 | 11 | 10 | 12 | 13 | 13 | 13 | 15 | 16 | 16 | 13 | 16 | 17 | 16 | 17 | 16 | 17 | 15 | 17 | 15 | 15 | 15 | 15 | 17 | 18 | 19 | 18 | 19 | 19 |
| Sporting         | 19 | 19 | 19 | 19 | 19 | 20 | 20 | 20 | 20 | 20 | 20 | 20 | 20 | 20 | 20 | 20 | 20 | 20 | 20 | 20 | 20 | 20 | 20 | 20 | 20 | 20 | 20 | 20 | 20 | 20 | 20 | 20 | 20 | 20 | 20 | 20 | 20 | 20 |

### Promoción de permanencia
| Equipo 1      | Agr.   | Equipo 2      | Ida | Vuelta |
| ------------- | ------ | ------------- | --- | ------ |
| Villarreal CF | 1-1(v) | SD Compostela | 0-0 | 1-1    |
| Real Oviedo   | 4-3    | UD Las Palmas | 3-0 | 1-3    |

#### SD Compostela
| Ida; 21 de mayo de 1998, 21:45 | Villarreal CF | 0:0 (0:0) | SD Compostela | El Madrigal, Villarreal                                          |                                                                  |
|                                |               | Reporte   |               | Asistencia: 9000 espectadores Árbitro(s): Víctor Esquinas Torres | Asistencia: 9000 espectadores Árbitro(s): Víctor Esquinas Torres |

| Vuelta; 24 de mayo de 1998, 21:45 | SD Compostela  | 1:1 (0:1) (Global 1:1(v) | Villarreal CF             | Multiusos de San Lázaro, Santiago de Compostela              |                                                              |
|                                   | Saïd Chiba 57' | Reporte                  | Alberto Saavedra Brazo 7' | Asistencia: 11 500 espectadores Árbitro(s): Manuel Díaz Vega | Asistencia: 11 500 espectadores Árbitro(s): Manuel Díaz Vega |

| Asciende el Villarreal CF |

#### Real Oviedo - UD Las Palmas
| Ida; 22 de mayo de 1998, 21:45 | Real Oviedo                       | 3:0 (2:0) | UD Las Palmas | Carlos Tartiere, Oviedo                                                |                                                                        |
|                                | Iván Ania 9'27' · Dely Valdés 59' | Reporte   |               | Asistencia: 23 500 espectadores Árbitro(s): Eduardo Iturralde González | Asistencia: 23 500 espectadores Árbitro(s): Eduardo Iturralde González |

| Vuelta; 25 de mayo de 1998, 22:00 | UD Las Palmas                                    | 3:1 (1:1) (Global 3:4) | Real Oviedo | Insular, Las Palmas de Gran Canaria                                   |                                                                       |
|                                   | Gamboa 20' · Walter Pico 65' · Paquito Ortiz 66' | Reporte                | Gamboa 29'  | Asistencia: 21 000 espectadores Árbitro(s): Antonio Jesús López Nieto | Asistencia: 21 000 espectadores Árbitro(s): Antonio Jesús López Nieto |

| Se salva el Real Oviedo |

## Resultados
| Local \ Visitante         | ATH | ATM | BAR | BET | CEL | COM | DEP | ESP | MLL | MER | OVI | RAC | RMA | RSO | SAL | SPO | TEN | VAL | VLD | ZAR |
| ------------------------- | --- | --- | --- | --- | --- | --- | --- | --- | --- | --- | --- | --- | --- | --- | --- | --- | --- | --- | --- | --- |
| Athletic Club             | —   | 1–0 | 3–0 | 0–0 | 2–1 | 2–0 | 1–1 | 1–3 | 3–1 | 5–1 | 3–0 | 4–3 | 1–1 | 1–1 | 1–0 | 2–2 | 3–0 | 0–3 | 2–0 | 1–0 |
| Atlético de Madrid        | 3–0 | —   | 5–2 | 0–0 | 3–3 | 3–1 | 3–0 | 0–2 | 2–3 | 4–0 | 4–1 | 2–1 | 1–1 | 2–2 | 1–1 | 2–1 | 2–2 | 3–1 | 5–0 | 2–1 |
| F. C. Barcelona           | 4–0 | 3–1 | —   | 1–3 | 3–2 | 2–0 | 2–1 | 3–1 | 0–0 | 3–1 | 2–1 | 2–0 | 3–0 | 3–0 | 1–4 | 2–1 | 3–2 | 3–4 | 1–2 | 1–0 |
| Real Betis                | 1–1 | 2–3 | 0–2 | —   | 2–0 | 1–0 | 1–0 | 1–3 | 2–1 | 2–1 | 1–1 | 0–2 | 3–2 | 0–0 | 2–1 | 2–1 | 3–0 | 1–0 | 3–0 | 3–3 |
| R. C. Celta de Vigo       | 1–1 | 1–1 | 3–1 | 2–0 | —   | 3–3 | 2–1 | 1–0 | 1–0 | 2–0 | 3–0 | 1–2 | 2–1 | 2–1 | 4–1 | 1–0 | 0–0 | 1–0 | 2–0 | 2–1 |
| S. D. Compostela          | 1–4 | 2–1 | 2–2 | 2–3 | 0–0 | —   | 0–0 | 1–1 | 2–2 | 3–0 | 1–0 | 3–1 | 2–3 | 1–3 | 2–0 | 2–0 | 1–2 | 3–1 | 0–0 | 2–0 |
| R. C. Deportivo La Coruña | 3–0 | 2–2 | 3–1 | 2–0 | 1–1 | 2–6 | —   | 1–1 | 1–1 | 0–1 | 2–1 | 4–1 | 2–2 | 1–1 | 1–0 | 2–1 | 1–0 | 1–2 | 1–3 | 2–1 |
| R. C. D. Espanyol         | 0–1 | 2–2 | 1–1 | 5–0 | 1–1 | 1–0 | 2–0 | —   | 1–0 | 0–0 | 0–0 | 0–0 | 1–0 | 0–3 | 3–0 | 1–1 | 2–0 | 3–0 | 2–0 | 0–1 |
| R. C. D. Mallorca         | 4–0 | 2–1 | 0–1 | 1–2 | 4–2 | 2–1 | 0–0 | 2–2 | —   | 1–0 | 1–1 | 2–1 | 0–0 | 0–1 | 1–0 | 6–2 | 5–1 | 2–1 | 1–1 | 0–2 |
| C. P. Mérida              | 0–0 | 2–1 | 1–2 | 1–3 | 4–0 | 3–3 | 1–0 | 1–1 | 0–0 | —   | 2–1 | 1–2 | 2–2 | 3–1 | 1–0 | 1–0 | 1–1 | 1–0 | 0–0 | 0–1 |
| Real Oviedo C. F.         | 1–2 | 0–2 | 1–0 | 0–0 | 3–1 | 1–1 | 1–1 | 1–1 | 0–1 | 2–0 | —   | 0–1 | 1–1 | 0–5 | 2–0 | 2–1 | 1–0 | 0–0 | 0–1 | 3–0 |
| Racing de Santander       | 0–0 | 0–1 | 2–4 | 2–0 | 2–1 | 1–1 | 0–1 | 1–1 | 0–1 | 2–0 | 0–0 | —   | 1–2 | 3–1 | 1–0 | 4–1 | 2–1 | 2–1 | 1–2 | 2–3 |
| Real Madrid C. F.         | 0–0 | 1–1 | 2–3 | 1–0 | 3–1 | 2–1 | 0–0 | 2–1 | 2–0 | 1–0 | 5–1 | 2–2 | —   | 2–0 | 1–0 | 3–0 | 3–0 | 1–2 | 3–1 | 0–2 |
| Real Sociedad             | 1–1 | 0–0 | 2–2 | 2–0 | 2–1 | 5–1 | 1–1 | 2–0 | 1–0 | 2–1 | 2–2 | 1–0 | 4–2 | —   | 1–1 | 2–1 | 1–1 | 1–1 | 3–0 | 0–1 |
| U. D. Salamanca           | 0–0 | 5–4 | 4–3 | 0–0 | 0–1 | 0–1 | 4–1 | 2–1 | 1–1 | 3–1 | 0–2 | 0–0 | 0–2 | 0–0 | —   | 4–0 | 2–0 | 6–0 | 1–0 | 1–2 |
| Sporting de Gijón         | 1–2 | 2–3 | 1–4 | 2–3 | 0–1 | 0–2 | 0–3 | 1–0 | 1–3 | 0–0 | 1–2 | 2–1 | 0–2 | 0–2 | 1–1 | —   | 0–2 | 0–3 | 1–2 | 2–3 |
| C. D. Tenerife            | 0–2 | 2–2 | 1–1 | 3–1 | 1–3 | 5–1 | 0–0 | 0–0 | 1–4 | 1–1 | 1–0 | 2–2 | 4–3 | 0–0 | 2–0 | 2–1 | —   | 3–2 | 1–0 | 0–0 |
| Valencia C. F.            | 1–1 | 4–1 | 0–3 | 1–0 | 2–1 | 4–1 | 1–0 | 0–0 | 0–0 | 3–0 | 1–1 | 6–1 | 0–2 | 2–2 | 0–1 | 2–2 | 1–2 | —   | 1–2 | 2–1 |
| Real Valladolid           | 3–0 | 2–1 | 1–2 | 1–3 | 0–0 | 4–1 | 1–0 | 0–0 | 0–0 | 0–0 | 1–0 | 0–0 | 1–1 | 0–4 | 1–2 | 1–1 | 2–1 | 0–3 | —   | 4–0 |
| Real Zaragoza             | 1–1 | 1–5 | 1–2 | 3–1 | 1–0 | 2–1 | 1–2 | 1–1 | 2–3 | 1–1 | 3–3 | 2–0 | 2–2 | 0–0 | 1–1 | 0–0 | 1–0 | 0–2 | 0–0 | —   |

## Máximos goleadores (Trofeo Pichichi)
En su primera y única temporada en la Primera División de España, el italiano Christian Vieri, del Atlético de Madrid, logró el Trofeo Pichichi como máximo goleador del torneo, a pesar de disputar sólo 24 partidos.

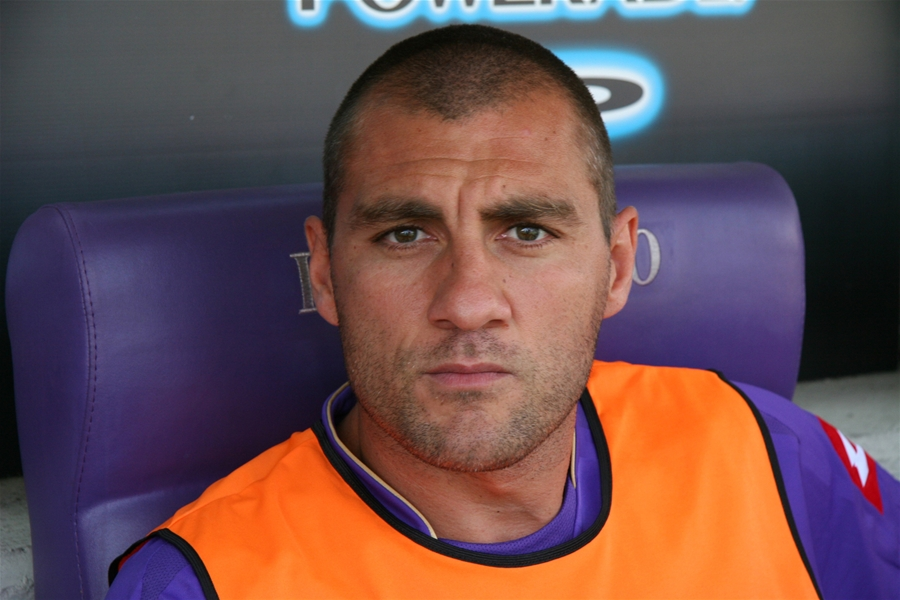
Christian Vieri logró 24 goles en 24 partidos.

| Pos. | Jugador               | Equipo              | Goles |
| ---- | --------------------- | ------------------- | ----- |
| 1.º  | Christian Vieri       | Atlético de Madrid  | 24    |
| 2.º  | Rivaldo               | F. C. Barcelona     | 19    |
| 3.º  | Luis Enrique          | F. C. Barcelona     | 18    |
| 4.º  | Darko Kovačević       | Real Sociedad       | 17    |
| 5.º  | Luboslav Penev        | SD Compostela       | 16    |
| 6.º  | Pedro Pauleta         | UD Salamanca        | 15    |
| 7.º  | Fernando Correa       | Racing de Santander | 14    |
| 8.º  | Juan Eduardo Esnáider | RCD Espanyol        | 13    |
|      | Alen Peternac         | Real Valladolid     | 13    |
|      | Gabriel Amato         | RCD Mallorca        | 13    |

## Otros premios

### Trofeo Zamora
Tras haber ganado el Trofeo Zamora de Segunda División cuatro años antes, Toni repitió como portero menos, ahora de la Primera División. Para optar al premio fue necesario disputar 60 minutos en, como mínimo, 28 partidos.
| Pos. | Jugador            | Equipo        | Goles | Partidos | Promedio |
| ---- | ------------------ | ------------- | ----- | -------- | -------- |
| 1.º  | Toni Jiménez       | RCD Espanyol  | 31    | 37       | 0,84     |
| 2.º  | Alberto López      | Real Sociedad | 37    | 38       | 0,97     |
| 3.º  | Bogdan Stelea      | UD Salamanca  | 32    | 30       | 1,07     |
| 4.º  | Imanol Etxeberria  | Athletic Club | 42    | 38       | 1,11     |
| 5.º  | Andoni Zubizarreta | Valencia CF   | 40    | 34       | 1,18     |

### Trofeo Guruceta
Premio otorgado por el Diario Marca al mejor árbitro del torneo.
| Pos. | Árbitro (colegio)          | Puntos | Partidos | Cociente |
| ---- | -------------------------- | ------ | -------- | -------- |
| 1.º  | Manuel Díaz Vega           | 23     | 15       | 1,53     |
| 2.º  | Antonio Jesús López Nieto  | 25     | 17       | 1,47     |
| 3.º  | Víctor Esquinas Torres     | 22     | 17       | 1,29     |
|      | Eduardo Iturralde González | 22     | 17       | 1,29     |

### Trofeo EFE
El lateral brasileño del Real Madrid, Roberto Carlos, ganó por primera vez este premio al mejor jugador iberoamericano.
| Pos. | Jugador         | Equipo        | Puntos |
| ---- | --------------- | ------------- | ------ |
| 1.º  | Roberto Carlos  | Real Madrid   | 230    |
| 2.º  | Mazinho         | Celta de Vigo | 227    |
| 3.º  | Navarro Montoya | CP Mérida     | 223    |